# Halle aux Toiles
La halle aux Toiles est une halle située à Rouen, en France.

## Localisation
La halle aux Toiles est située dans le département français de la Seine-Maritime, sur la commune de Rouen, entre la place de la Haute-Vieille-Tour au nord et la place de la Basse-Vieille-Tour au sud.
Contre sa face Nord se trouve la chapelle de la fierte Saint-Romain.

## Historique
La halle aux Toiles est le bâtiment sud des anciennes halles de Rouen. C'est le seul qui subsiste. Il est classé au titre des monuments historiques en 1941.
Le bâtiment a été presque entièrement détruit en 1944 par des bombardements alliés durant la « Semaine rouge » et reconstruit à l'identique après-guerre. Son mur nord, la fierte Saint-Romain et la bourse du Travail étaient les seules constructions encore debout entre la cathédrale et la Seine.
Sa reconstruction est confiée aux architectes Raymond Barbé, DPLG à Rouen, et Henri Jullien, ABF à Paris. Elle est achevée en 1961. Barbé réalise des voûtes en béton visibles de la salle à l'étage, accessible depuis un escalier d'honneur dont le garde-corps a été réalisé par Raymond Subes. De nombreux artistes ont participé à son aménagement intérieur avec un ameublement de Maxime Old, des sculptures de Jean-Pierre Demarchi, Robert Couturier et René Collamarini et des décors de Reynold Arnould, Robert Savary, Léon Toublanc, Georges Mirianon et Roger Tolmer.
Contre sa face ouest se trouve un monument en mémoire des victimes des bombardements de 1940 à 1944 (porte de l'ancien hôtel des Douanes de Rouen).
Elle accueille le départ du Tour de France en 1961.
En 2022, il est annoncé que l'orgue de chœur Rochesson de l'église Saint-Nicaise sera transféré à la halle aux Toiles.

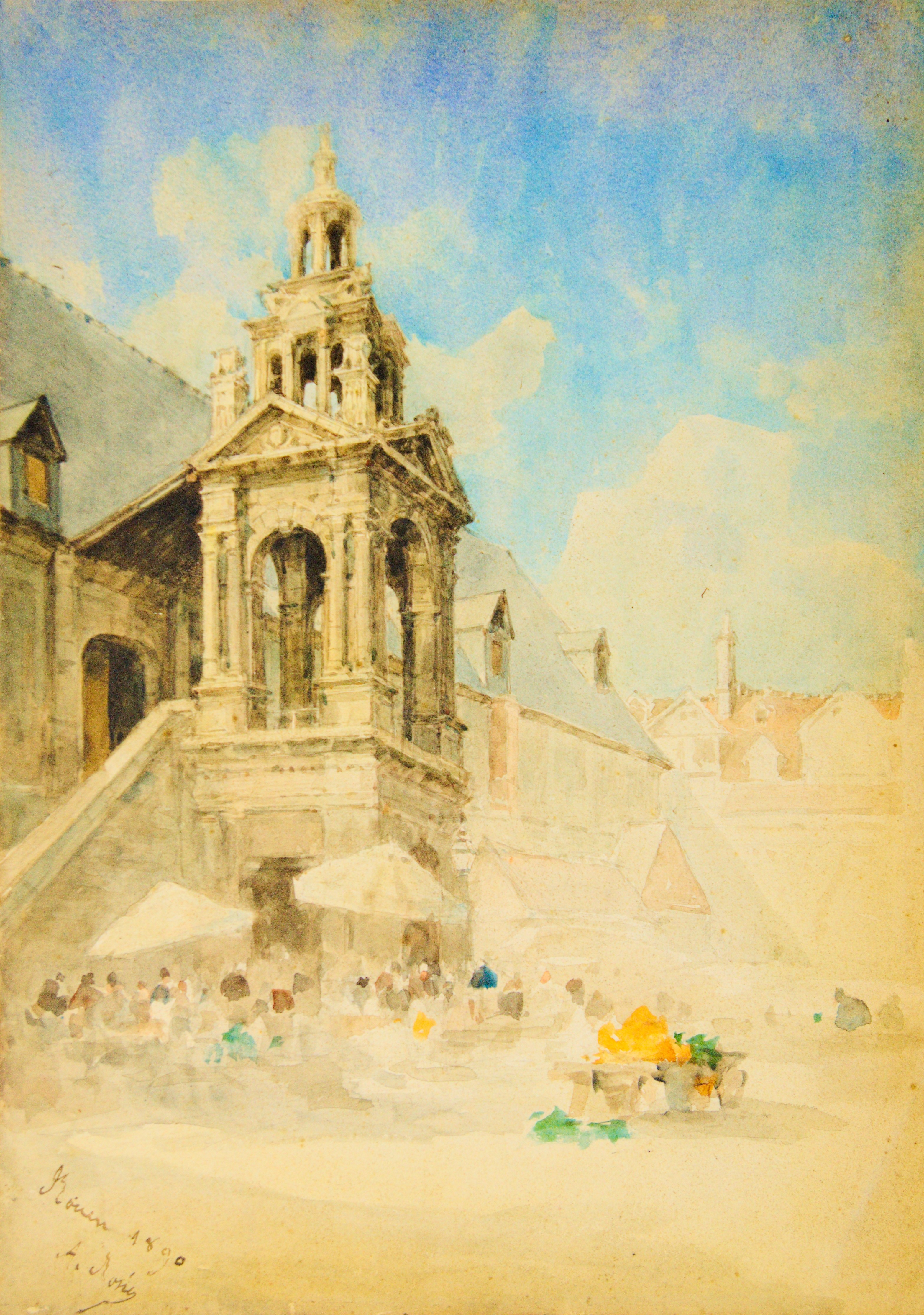
La Halle aux Toiles et la Fierte Saint-Romain en 1890 - Aquarelle d'Amédée Rosier.
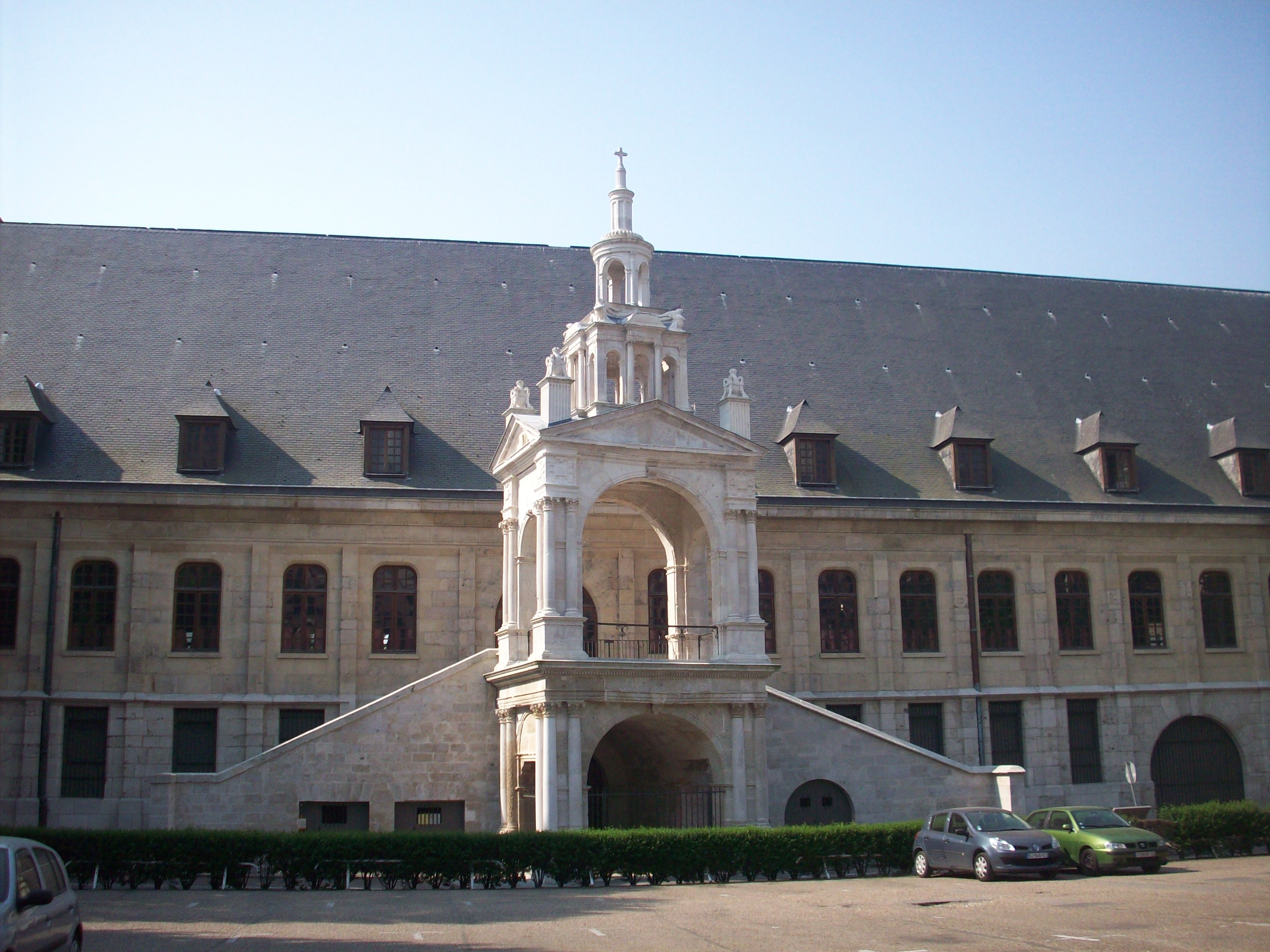
Fierte Saint-Romain et la halle aux Toiles en 2011.

## Utilisation
La halle aux Toiles est maintenant utilisée pour des salons, des expositions ou des congrès. L'étage abrite des salles de réunion. Un centre de vaccination contre le Covid-19 y a fonctionné de mars à octobre 2021.